# Louisville, Kentucky
Louisville là thành phố lớn nhất của tiểu bang Kentucky, Hoa Kỳ và là thủ phủ của hạt Jefferson. Dân số của thành phố năm 2019 ước tính khoảng 766,757, vùng Đại đô thị Louisville có dân số khoảng 1.244.696. Từng là một cảng trung chuyển nội địa nổi tiếng hồi thế kỷ 19, Louisville ngày nay được biết đến là nơi tổ chức Kentucky Derby, một hội thi đua ngựa nổi tiếng tại Mỹ.
Louisville nằm trên con sông Ohio thuộc phần phía bắc trung tâm Kentucky. Dòng sông Ohio hình thành biên giới giữa Kentucky và Indiana. Dù nằm ở một bang ở phía nam nhưng thành phố Louisville lại chịu ảnh hưởng của văn hóa miền Trung Tây và miền Nam Hoa Kỳ. Đôi khi nó được gọi là thành phố cực bắc thuộc miền Nam hoa Kỳ.
Thành phố Louisville được thành lập năm 1778 bởi George Rogers Clark và được đặt tên theo vua Louis XVI của Pháp.